# الزريبة (الحديدة)

تعديل مصدري - تعديل

الزريبة هي مدينة ومركز مديرية زبيد بمحافظة الحديدة اليمنية، بلغ تعداد سكانها 5404 نسمة حسب الإحصاء الذي أجري عام 2004.